# Teenage Wildlife
«Teenage Wildlife» es una canción escrita por el músico británico David Bowie para su álbum de 1980, Scary Monsters (and Super Creeps). Con una duración de 7 minutos, es la grabación más larga del álbum.

## Antecedentes
El título original de la canción era «It Happens Everyday». El productor Tony Visconti dijo que “Bowie solía cantar «It happens everyda-a-ay» en vez de «Not another teenage wildlife».”
Al igual que todas las canciones del álbum, los coros fueron grabados en Nueva York a principios de 1980, con overdubs añadidos en los estudios de Visconti, Good Earth en Londres. Los coros en «Teenage Wildlife» fueron interpretados por Visconti, el ingeniero de sonido Chris Porter, y la cantante Lynn Maitland, quién se encontraba en los estudios en esos momentos.
«Teenage Wildlife» fue publicada como la sexta canción de Scary Monsters (and Super Creeps).

## Versiones en vivo
- Una versión grabada en 1995 durante la gira de Outside Tour fue publicada como parte del álbum en vivo Ouvrez le Chien (Live Dallas 95).[6]
- Una versión grabada en el National Exhibition Centre, Inglaterra el 13 de diciembre de 1995 fue publicada en No Trendy Réchauffé (Live Birmingham 95).[7]

## Otros lanzamientos
- La canción ha aparecido en numerosos álbumes compilatorios de David Bowie:
  - The Collection (2005)
  - iSelect (2008)
  - A New Career in a New Town (1977-1982) (2017)

## Créditos
Créditos adaptados desde las notas del álbum.
- David Bowie – voz principal, teclado
- Robert Fripp – guitarra eléctrica
- Tony Visconti – coros
- Carlos Alomar – guitarra rítmica
- Chuck Hammer – sintetizador
- Roy Bittan – piano
- George Murray – bajo eléctrico
- Dennis Davis – batería, percusión